# Brittany Murphy
Brittany Anne Murphy-Monjack (nascida Brittany Anne Bertolotti; Atlanta, 10 de novembro de 1977 — Los Angeles, 20 de dezembro de 2009) foi uma atriz e cantora norte-americana. Ganhou notoriedade graças a seus papéis em filmes como As Patricinhas de Beverly Hills, Garota Interrompida, Os Garotos da Minha Vida, 8 Mile, Recém-Casados, Sin City e Uptown Girls. No meio musical, forneceu os vocais para a canção "Faster Kill Pussycat" do músico Paul Oakenfold, que atingiu a primeira posição na Billboard Hot Dance Club Songs e a sétima no UK Singles Chart em 2006 e também cantou para projetos humanitários junto com a cantora Avril Lavigne na coletânea Peace Songs, em 2006.

## Biografia

### Infância
Brittany Anne Bertolotti, nasceu em Atlanta, Georgia em 10 de novembro de 1977, filha de Sharon Kathleen Murphy e Angelo Joseph Bertolotti. Seus pais divorciaram-se quando ela tinha apenas dois anos de idade, tendo sido criada pela mãe em Edison, Nova Jérsei e depois em Los Angeles, Califórnia, para onde se mudaram para que Brittany pudesse dar início à carreira de atriz. De acordo com ela, sua mãe nunca duvidou de sua criatividade, e a considerava um fator crucial de seu sucesso. Sharon é judia asquenaze e Angelo é ítalo-americano. Brittany foi criada como batista, mas se tornou uma cristã sem vínculos institucionais mais tarde.

## Carreira

### Como atriz
Aos nove anos de idade, Brittany conseguiu uma vaga no musical Les Misérables, e aos treze já tinha seu próprio empresário. Seu primeiro trabalho em Hollywood veio aos 14 anos, como Brenda Drexell no seriado Drexell's Class, que durou apenas uma temporada. Em seguida, interpretou Molly Morgan em Almost Home, spin-off de The Torkelsons. O seriado também durou apenas uma temporada. Em seguida, ela teve participações especiais em várias séries, tais como Parker Lewis Can't Lose, Blossom e Frasier. Também teve papéis recorrentes em Sister, Sister, Party of Five e Boy Meets World. Em 1997 começou a dublar a personagem de Luanne Platter (assim como a versão jovem de Joseph Gribble) no seriado de animação King of the Hill, que ficaria no ar por treze temporadas. Em 2005 Brittany recebeu um Annie Award por sua dublagem no 167o episódio da série, intitulado "Girl, You'll Be A Giant Soon".

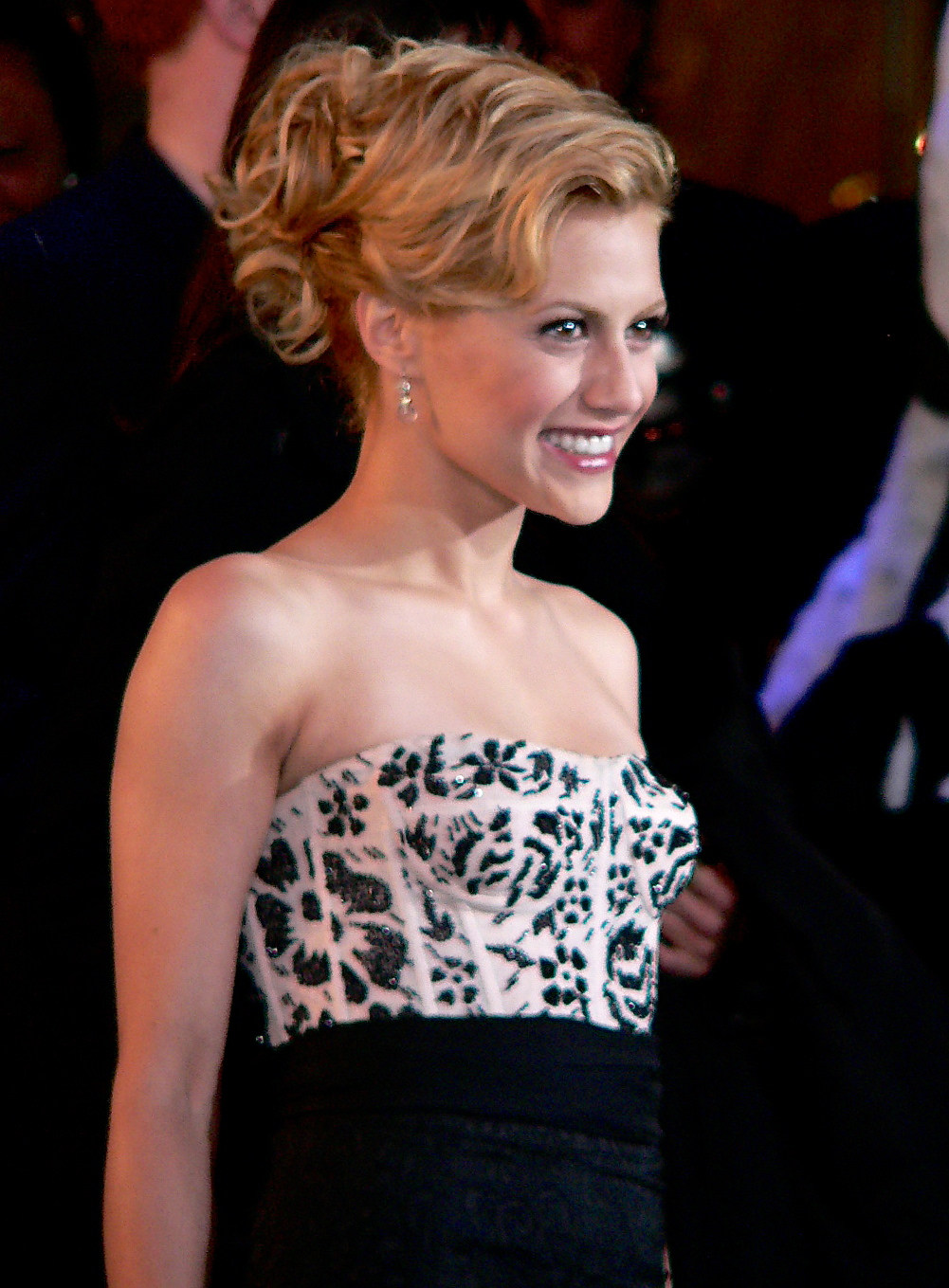
Brittany Murphy at the London premiere of Happy Feet, November 26, 2006.

Após conseguir um papel no bem sucedido Clueless em 1995, Brittany iria estrelar em vários sucessos de bilheteria, tais como Girl, Interrupted, de 1999; Don't Say a Word, de 2001; 8 Mile, de 2002 e Uptown Girls, de 2003. Também estrelou em alguns filmes cult, como Spun, de 2002. Em 2004 estrelou a comédia romântica Little Black Book, contracenando com Holly Hunter, e o criticamente aclamado Sin City. Também estrelou dois filmes dirigidos por Edward Burns: Sidewalks of New York (2001) e The Groomsmen (2006). Em 2009 foi escalada como a personagem principal de Tribute, telefilme baseado em romance homônimo de Nora Roberts. Estava cotada para aparecer em The Expendables, mais novo filme de Sylvester Stallone, que foi lançado em 2010. Entretanto, o representante de Stallone confirmou ao MTV News que Murphy não tinha qualquer coisa relacionada ao filme.
Murphy concluiu o filme Abandoned em junho de 2009 e foi lançado em 2010, após sua morte.
No final do filme, antes dos créditos, é visto "In memory of Brittany Murphy" ("Em memória de Brittany Murphy").
Em novembro de 2009 Murphy deixou a produção de The Caller, que estava sendo filmado em Puerto Rico, e foi substituída por Rachelle Lefevre. Murphy negou rumores da mídia que ela havia sido demitida do projeto depois de difícil convivência no set com os diretores, e citou "diferenças criativas". A agente de Murphy negou que sua cliente foi demitida, dizendo que ela e a produção mutuamente se separaram. Ela também estava envolvida na comédia romântica Shrinking Charlotte e chegou a participar das filmagens, mas após sua morte o produtor executivo Michael Gordon disse está em espera enquanto ele e seus produtores descobrem uma forma de substituir Murphy e avançar com o filme ou não.
O suspense Something Wicked, seu último filme, foi lançado somente em 2014 após ser rodado em 2009.

### Como cantora

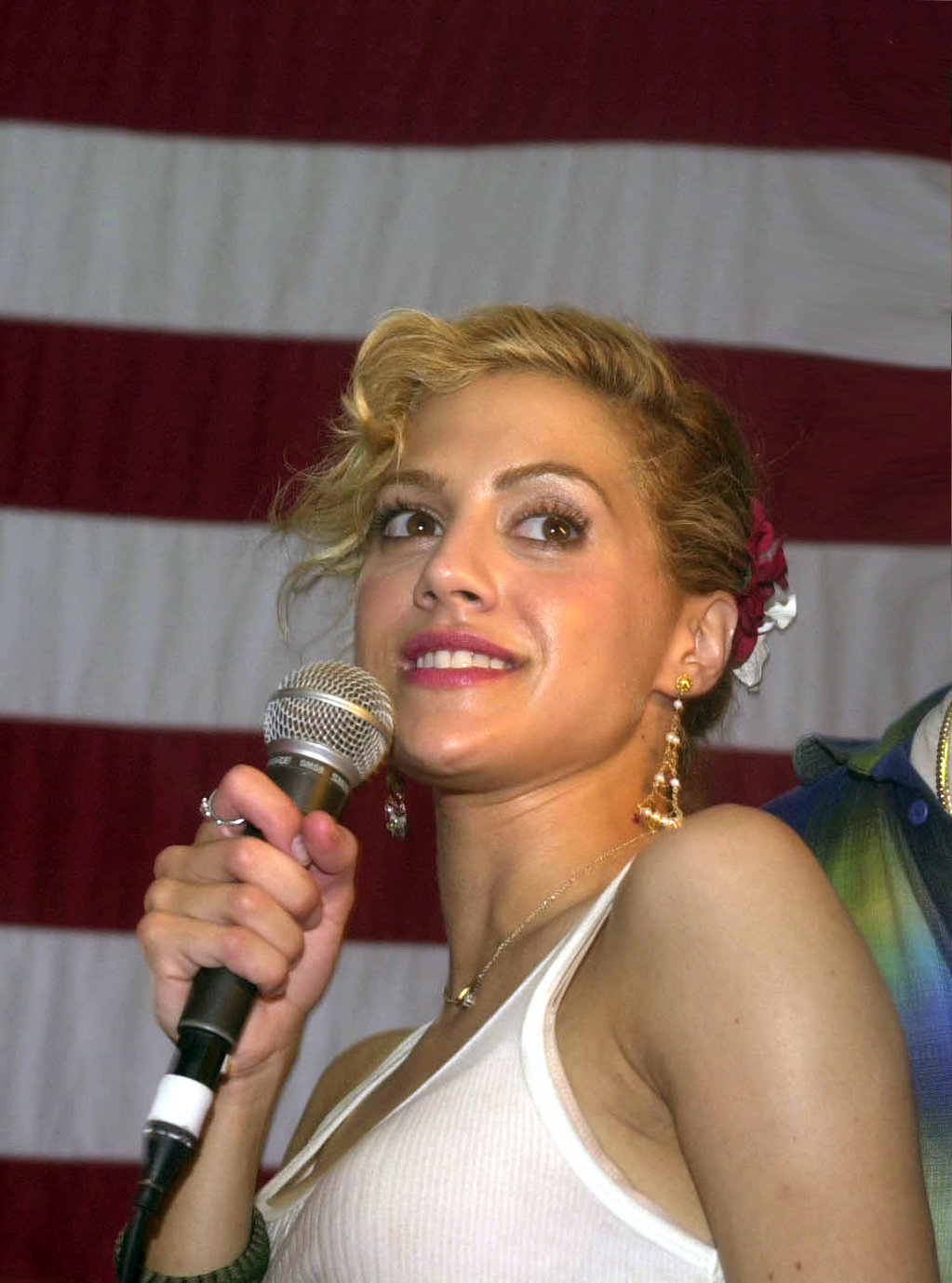
Brittany Murphy entretendo a tropa do USS Nimitz durante show com Alyssa Milano em 19 de junho de 2003.

Em 6 de junho de 2006 Brittany e Paul Oakenfold lançaram o single "Faster Kill Pussycat", contribuição vocálica dela para o segundo álbum de estúdio dele, intitulado A Lively Mind. A canção tornou-se um êxito nas boates estadunidenses, atingindo a primeira posição na parada Hot Dance Club Songs da revista Billboard. Também atingiu a sétima posição na parada oficial britânica.
Ela experimentaria cantar novamente no filme Happy Feet, interpretando "Somebody to Love" do Queen e "Boogie Wonderland" do Earth, Wind & Fire.
Murphy estrelou o videoclipe "A Little Respect" da banda Wheatus, junto com o ator Shawn Hatosy. Ela também apareceu no vídeo da música "Here" de Luscious Jackson e também no videoclipe da música "Closest Thing to Heaven" da banda Tears for Fears.

## Vida pessoal
No final de 2002 Brittany começou a namorar o ator Ashton Kutcher, que estrelou com ela em Just Married.
Já foi noiva do empresário Jeff Kwatinetz e do assistente de produção Joe Macaluso, que conheceu durante as filmagens de Little Black Book. O noivado, entretanto, terminou em agosto de 2006.
Em maio de 2007 Brittany se casou com o roteirista britânico Simon Monjack numa cerimônia judaica particular. Nos últimos três anos e meio de sua vida, Murphy, sua mãe e Monjack viveram juntos na mesma casa.
Monjack faleceu em 23 de maio de 2010, aparentemente por aguda pneumonia e severa anemia, tendo sido encontrado morto em sua residência em Hollywood Hills, mesmo local da morte de sua esposa.
No início de 2000 Murphy perdeu uma grande quantidade de peso, o que causou rumores de vício de cocaína. Brittany participou de projetos humanitários, gravando canções de artistas consagrados, como Avril Lavigne na coletânea Peace Songs, em 2006.
Em 2005 Murphy assinou como porta-voz da Jordache jeans.

### Morte

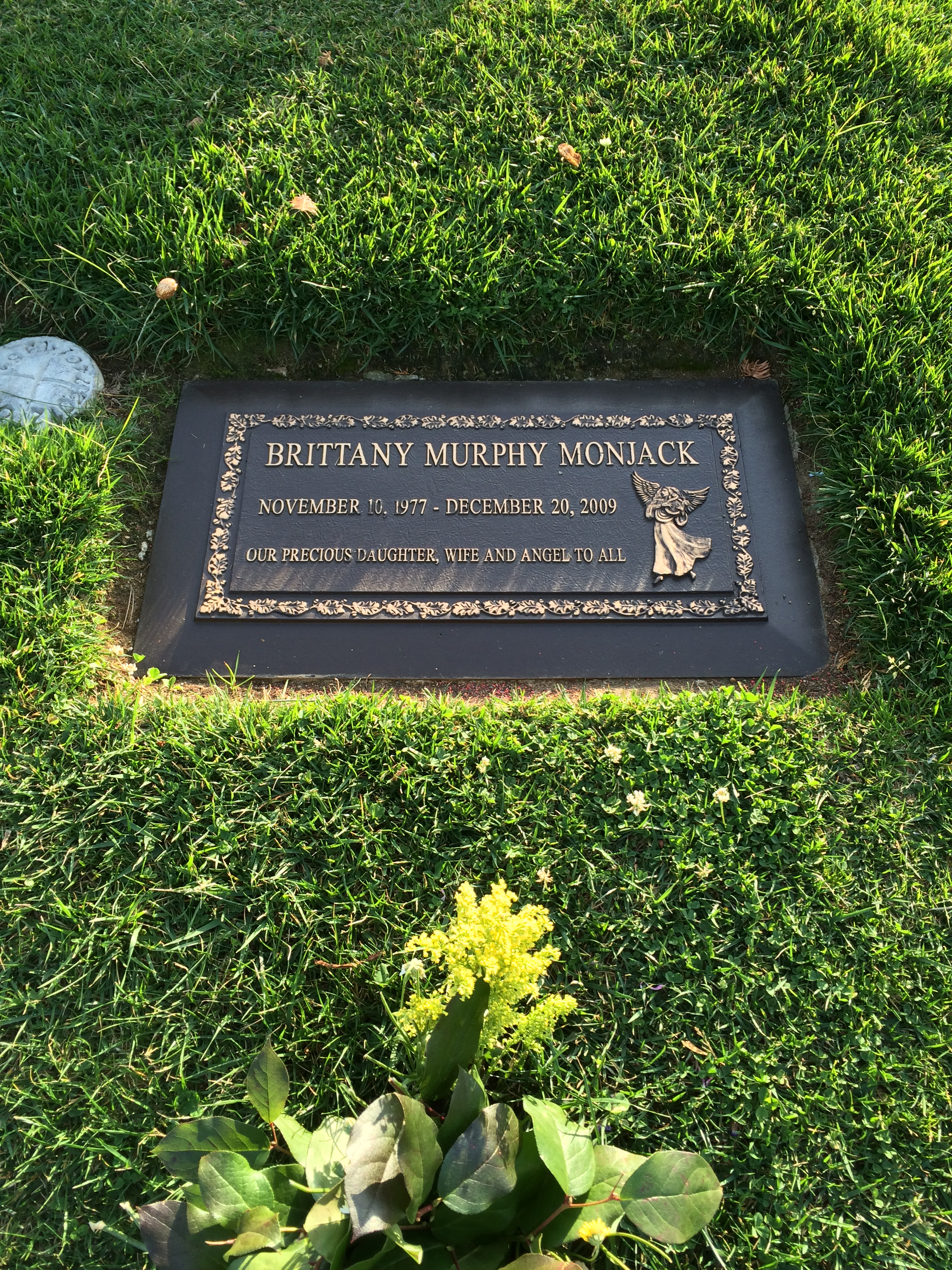
Sepultura de Brittany Murphy no Forest Lawn Memorial Park

Às 8h00 do dia 20 de dezembro de 2009, o Departamento de Bombeiros de Los Angeles respondeu a uma chamada na residência de Brittany e Monjack. A atriz foi encontrada inconsciente no chuveiro, pela mãe. Segundo esta, Brittany passara o dia inteiro no quarto, indo a toda hora ao banheiro vomitar. A mãe disse ainda que Brittany estava se achando mais magra do que pretendia ser, porém, duvidava que sua morte houvesse sido provocada por overdose de remédios, dos quais a atriz tinha dependência. Os bombeiros tentaram reanimá-la no local, de onde foi então transportada até o Centro Médico Cedars-Sinai. Ao dar entrada no hospital, foi declarada morta às 10h04 após sofrer uma parada cardiorrespiratória.
A causa primária da morte foi pneumonia, agravada pela anemia por deficiência de ferro.
Para Rose McGowan, "Brittany era como champanhe - brilhante e borbulhante. Sempre que eu via, eram sempre muitas risadas. Felizmente, seu sorriso estará sempre preservado nos filmes".
Murphy foi enterrada no Forest Lawn Memorial Park (Hollywood Hills) em 24 de dezembro de 2009.
Em 23 de maio de 2010, cinco meses após a morte de Brittany, seu marido, Simon Monjack, foi encontrado morto em casa, em Los Angeles, aparentemente por pneumonia aguda e anemia profunda.
Em 11 de janeiro de 2012, Angelo Bertolotti pediu ao Tribunal Superior da Califórnia, solicitar ao Gabinete de Los Angeles County para entregar as amostras de cabelo de sua filha que foi feito em testes independentes. A ação foi julgada improcedente em 19 de julho de 2012, após Bertolotti não aparecer em duas audiências. Alguns meses depois, em 18 de novembro de 2013, um novo laudo que foi emitido pelo laboratório The Carlson Company, contratado pelo pai da atriz, apontou níveis muito acima do normal de pelo menos dez metais pesados, tanto no organismo de Murphy quanto de seu marido Monjack. O resultado indica que ambos podem ter sido envenenados.
Em 22 de janeiro de 2019, Angelo Bertolotti faleceu aos 92 anos, depois de enfrentar uma longa enfermidade.
Em 2020, o canal Investigação Discovery estreiou um documentário exclusivo sobre as circunstâncias da morte de Brittany, levantando uma série de questões sem respostas, onde os documentaristas sugerem que o marido dela na época, o roteirista Simon Monjack, e sua mãe, Sharon Murphy, podem ter contribuído em sua morte. O pai de Brittany aparece no documentário dizendo que sempre acreditou que a mãe de sua filha e sua ex-esposa estava envolvida nas duas mortes, algo que ela negou.

## Filmografia

### Cinema
| Ano  | Título                                   | Papel                    | Notas                                    |
| ---- | ---------------------------------------- | ------------------------ | ---------------------------------------- |
| 1993 | Family Prayers                           | Elise                    | Nome alternativo: A Family Divided       |
| 1995 | Clueless                                 | Tai Frasier              |                                          |
| 1996 | Freeway                                  | Rhonda                   |                                          |
| 1997 | Bongwater                                | Mary                     |                                          |
| 1997 | Drive                                    | Deliverance Bodine       |                                          |
| 1998 | Falling Sky                              | Emily Nicholson          |                                          |
| 1998 | The Prophecy II                          | Izzy                     | Diretamente em vídeo                     |
| 1998 | Phoenix                                  | Veronica                 |                                          |
| 1998 | Zack and Reba                            | Reba Simpson             |                                          |
| 1999 | Drop Dead Gorgeous                       | Lisa Swenson             |                                          |
| 1999 | Girl, Interrupted                        | Daisy Randone            |                                          |
| 2000 | Trixie                                   | Ruby Pearli              |                                          |
| 2000 | Angels!                                  | Nurse Bellows            |                                          |
| 2000 | Cherry Falls                             | Jody Marken              |                                          |
| 2000 | The Audition                             | Daniella                 | Curta-metragem                           |
| 2001 | Sidewalks of New York                    | Ashley                   |                                          |
| 2001 | Summer Catch                             | Dede Mulligan            |                                          |
| 2001 | Don't Say a Word                         | Elisabeth Burrows        |                                          |
| 2001 | Riding in Cars with Boys                 | Fay Forrester            |                                          |
| 2002 | Spun                                     | Nikki                    |                                          |
| 2002 | Something in Between                     | Sky                      | Curta-metragem                           |
| 2002 | 8 Mile                                   | Alex Latourno            |                                          |
| 2003 | Just Married                             | Sarah McNerney           |                                          |
| 2003 | Uptown Girls                             | Molly Gunn               |                                          |
| 2003 | Good Boy!                                | Nelly (voz)              |                                          |
| 2004 | Little Black Book                        | Stacy Holt               |                                          |
| 2005 | Sin City                                 | Shellie                  |                                          |
| 2005 | Neverwas                                 | Maggie Paige             |                                          |
| 2006 | The Groomsmen                            | Sue                      |                                          |
| 2006 | Love and Other Disasters                 | Emily "Jacks" Jackson    |                                          |
| 2006 | The Dead Girl                            | Krista Kutcher           |                                          |
| 2006 | Happy Feet                               | Gloria (voz)             |                                          |
| 2008 | The Ramen Girl                           | Abby                     | Também produtora                         |
| 2008 | Futurama: The Beast with a Billion Backs | Colleen O'Hallahan (voz) | Diretamente em vídeo                     |
| 2009 | Deadline                                 | Alice                    | Diretamente em vídeo                     |
| 2009 | Across the Hall                          | June                     |                                          |
| 2010 | Abandoned                                | Mary Walsh               | Diretamente em vídeo; Lançamento póstumo |
| 2014 | Something Wicked                         | Susan                    | Lançamento póstumo                       |

### Televisão
| Ano  | Título                  | Papel                  | Notas                                                             |
| ---- | ----------------------- | ---------------------- | ----------------------------------------------------------------- |
| 1991 | Murphy Brown            | Irmã de Frank          | Episódio: "On Another Plane: Parte 1"                             |
| 1991 | Drexell's Class         | Brenda Drexell         | 18 episódios (1991–1992)                                          |
| 1992 | Kids Incorporated       | Celeste                | Episódio: "Lay Off"                                               |
| 1992 | Parker Lewis Can't Lose | Angie                  | Episódio: "The Kiss"                                              |
| 1993 | Almost Home             | Molly Morgan           | 13 episódios                                                      |
| 1993 | Blossom                 | Wendy                  | Episódio: "Blossom in Paris: Parte 1"                             |
| 1994 | Frasier                 | Olsen                  | Episódio: "Give Him the Chair!"                                   |
| 1994 | Party of Five           | Abby                   | Episódios: "Homework", "Good Sports"                              |
| 1994 | Sister, Sister          | Sarah                  | 6 episódios (1994–1995)                                           |
| 1995 | Boy Meets World         | Trini                  | Episódios: "My Best Friend's Girl", "The Last Temptation of Cory" |
| 1995 | The Marshal             | Lizzie Roth            | Episódio: "These Foolish Things"                                  |
| 1995 | seaQuest DSV            | Christine VanCamp      | Episódio: "Second Chance"                                         |
| 1995 | Murder One              | Diane "Dee-Dee" Carson | Episódio: "Chapter Nine"                                          |
| 1996 | Double Jeopardy         | Julia Neuland          | Telefilme                                                         |
| 1996 | Nash Bridges            | Carrie                 | Episódio: "Night Train"                                           |
| 1996 | Clueless                | Jasmine                | Episódio: "Driving Me Crazy"                                      |
| 1997 | King of the Hill        | Luanne Platter (voz)   | 226 episódios (1997–2009)                                         |
| 1998 | David and Lisa          | Lisa                   | Telefilme                                                         |
| 1999 | The Devil's Arithmetic  | Rivkah                 | Telefilme                                                         |
| 1999 | Pepper Ann              | Tank (voz)             | 3 episódios (1999–2000)                                           |
| 2000 | Common Ground           | Dorothy Nelson         | Telefilme                                                         |
| 2005 | I'm Still Here          | Elsa Binder (voz)      | Documentário                                                      |
| 2009 | Tribute                 | Cilla McGowan          | Telefilme                                                         |
| 2009 | Megafault               | Dr. Amy Lane           | Telefilme                                                         |